# Ceratozamia decumbens
Ceratozamia decumbens es una especie de Cycadopsida del género Ceratozamia, de la familia Zamiaceae, del orden Cycadales.

## Distribución
Ceratozamia decumbens se distribuye por México (Veracruz).

## Taxonomía
Fue descrita científicamente por Vovides, Avendaño, Pérez-Farr. y Gonz.-Astorga. Fue publicado por primera vez en Vovides, Avendaño, Pérez-Farr. & Gonz.-Astorga. In: Novon volumen 18, número 1, entre las páginas 109 y 114, figura 1, en 2008.